# باکس اند
باکس اند (به انگلیسی: Box End) یک روستا در بریتانیا است که در Bedford واقع شده‌است.